# (1105) Fragaria
(1105) Fragaria es un asteroide que forma parte del cinturón de asteroides y fue descubierto el 1 de enero de 1929 por Karl Wilhelm Reinmuth desde el observatorio de Heidelberg-Königstuhl, Alemania.

## Designación y nombre
Fragaria recibió al principio la designación de 1929 AB.
Más adelante fue nombrado por el género de las fresas, una planta de la familia de las rosáceas.

## Características orbitales
Fragaria está situado a una distancia media de 3,009 ua del Sol, pudiendo acercarse hasta 2,692 ua y alejarse hasta 3,327 ua. Su excentricidad es 0,1055 y la inclinación orbital 10,97°. Emplea 1907 días en completar una órbita alrededor del Sol.
Fragaria forma parte de la familia asteroidal de Eos.